# Leichtathletik-Europameisterschaften 2022/400 m der Männer

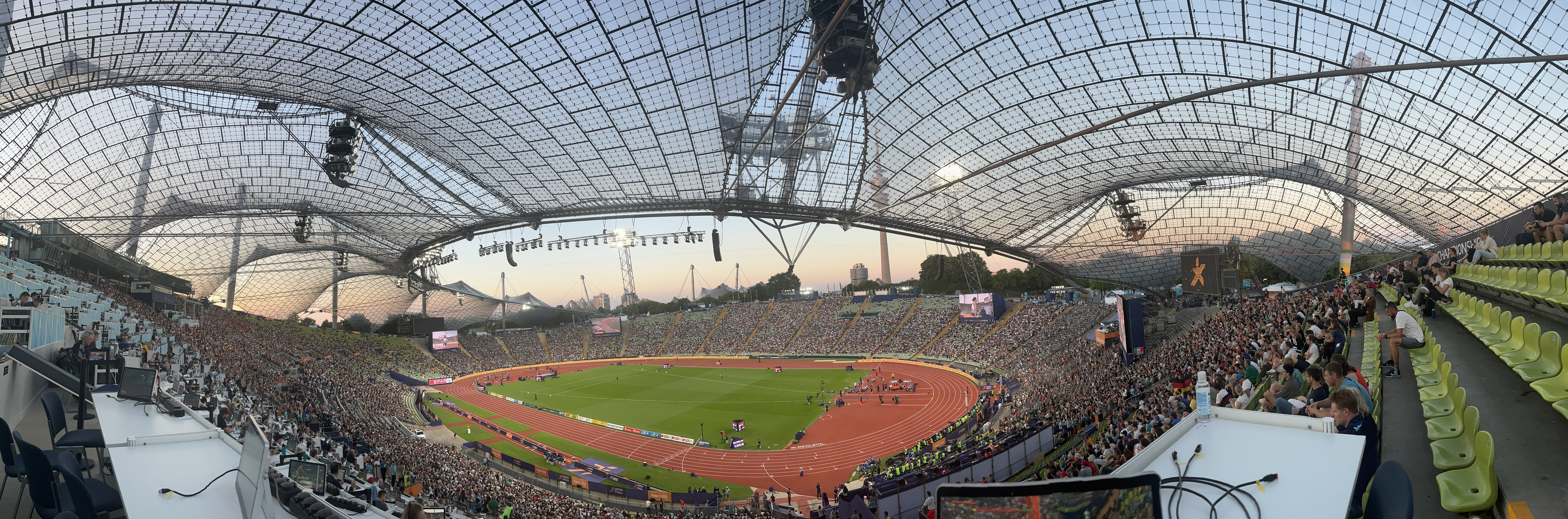
Das Olympiastadion in München während der Europameisterschaften 2022

Der 400-Meter-Lauf der Männer bei den Leichtathletik-Europameisterschaften 2022 wurde vom 15. bis 17. August 2022 im Olympiastadion der deutschen Stadt München ausgetragen.
Mit Gold und Bronze errangen die Läufer aus Großbritannien zwei Medaillen. Europameister wurde Titelverteidiger Matthew Hudson-Smith, auch EM-Zweiter von 2014. Er gewann vor dem Schweizer Ricky Petrucciani. Bronze ging an Alex Haydock-Wilson.

## Rekorde

### Bestehende Rekorde
| Weltrekord           | 43,03 s | Wayde van Niekerk | OS Rio de Janeiro, Brasilien | 14. August 2016   |
| Europarekord         | 44,33 s | Thomas Schönlebe  | WM Rom, Italien              | 3. September 1987 |
| Meisterschaftsrekord | 44,52 s | Iwan Thomas       | EM Budapest, Ungarn          | 21. August 1998   |

Der bestehende EM-Rekord wurde bei diesen Europameisterschaften nicht erreicht. Die schnellste Zeit erzielte der britische Europameister Matthew Hudson-Smith mit 44,53 s im Finale, womit er nur eine Hundertstelsekunde über dem Rekord blieb. Zum Europarekord fehlten ihm zwanzig Hundertstelsekunden, zum Weltrekord 1,50 Sekunden.

### Rekordverbesserung
Es wurde ein Landesrekord egalisiert:
- 45,50 s – Benjamin Lobo Vedel (Dänemark), dritter Vorlauf am 15. Juli

## Regelungen für die Jahresbesten bis zu Streckenlängen von 400Metern
Wie schon bei den Europameisterschaften 2016 und 2018 waren die zwölf Jahresschnellsten in den Sprints und Hürdensprints bis einschließlich 400 Meter auch hier in München direkt für die Halbfinals qualifiziert. Von ihnen waren hier neun Wettbewerber am Start. In den Halbfinals wurden zur Ermittlung der Finalteilnehmer jeweils drei Läufe ausgetragen. Alle anderen Athleten mussten sich zunächst in einer Vorrunde für die Semifinalteilnahme qualifizieren.

## Legende
Kurze Übersicht zur Bedeutung der Symbolik – so üblicherweise auch in sonstigen Veröffentlichungen verwendet:
| NR  | Nationaler Rekord                                                                              |
| e   | egalisiert                                                                                     |
| DNF | Wettkampf nicht beendet (did not finish)                                                       |
| DNS | nicht am Start (did not start)                                                                 |
| IWR | Internationale Wettkampfregeln                                                                 |
| TR  | Technische Regeln                                                                              |
| ‡   | einer der neun schnellsten Sprinter der Jahresbestenliste (Markierung verwendet im Halbfinale) |

## Vorrunde
15. August 2022
Die Vorrunde wurde in vier Läufen durchgeführt. Die ersten drei Wettbewerber pro Lauf – hellblau unterlegt – sowie die darüber hinaus drei zeitschnellsten Teilnehmer – hellgrün unterlegt – qualifizierten sich für das Halbfinale.

### Vorlauf 1

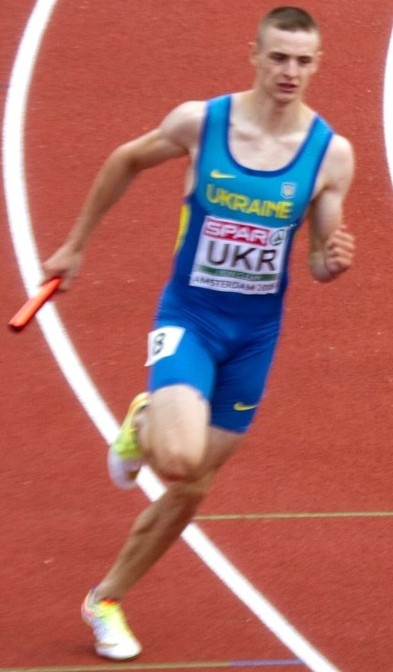
Danylo Danylenko – ausgeschieden im ersten Vorlauf

15. August 2022, 19:00 Uhr MESZ
| Platz | Name             | Nation      | Zeit (s) |
| ----- | ---------------- | ----------- | -------- |
| 1     | Lionel Spitz     | Schweiz     | 45,46    |
| 2     | Patrik Šorm      | Tschechien  | 45,66    |
| 3     | Iñaki Cañal      | Spanien     | 45,83    |
| 4     | Manuel Sanders   | Deutschland | 46,21    |
| 5     | Lorenzo Benati   | Italien     | 46,26    |
| 6     | Danylo Danylenko | Ukraine     | 46,38    |

### Vorlauf 2

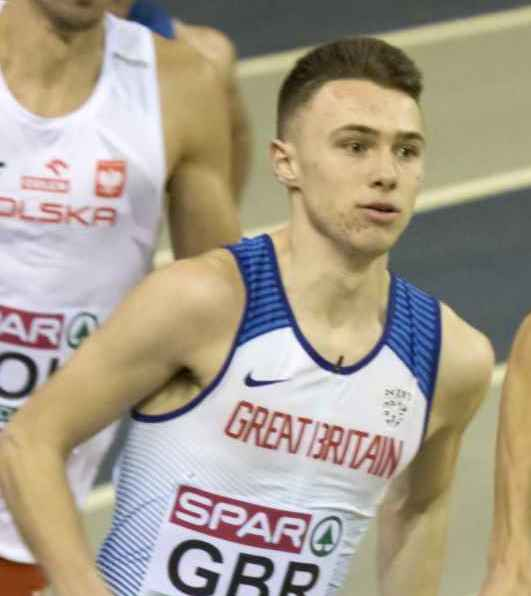
Joe Brier – ausgeschieden als Fünfter des zweiten Vorlaufs
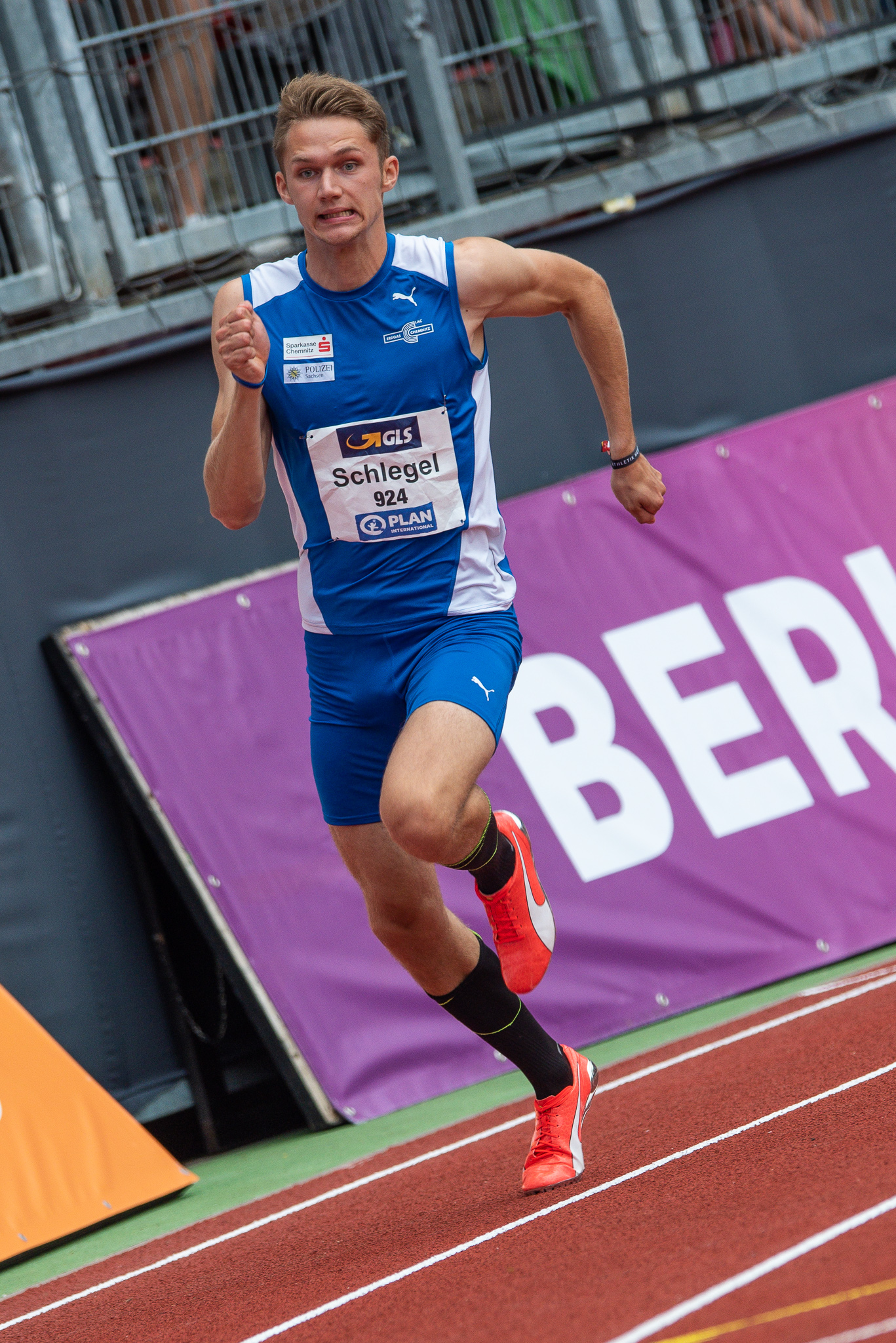
Marvin Schlegel – ausgeschieden als Sechster des zweiten Vorlaufs
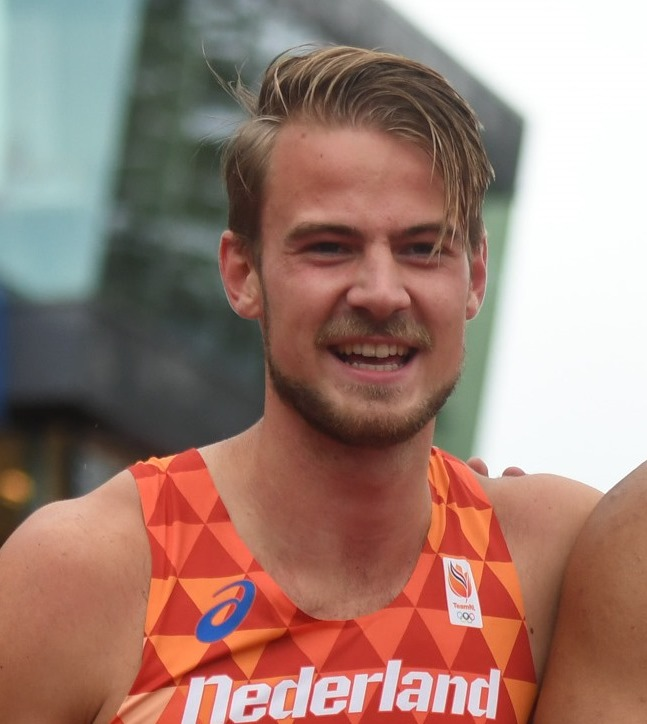
Jochem Dobber – ausgeschieden als Siebter des zweiten Vorlaufs

15. August 2022, 19:08 Uhr MESZ
| Platz | Name              | Nation         | Zeit (s) |
| ----- | ----------------- | -------------- | -------- |
| 1     | Davide Re         | Italien        | 45,26    |
| 2     | Ricky Petrucciani | Schweiz        | 45,26    |
| 3     | Boško Kijanović   | Serbien        | 45,75    |
| 4     | João Coelho       | Portugal       | 45,78    |
| 5     | Joe Brier         | Großbritannien | 46,06    |
| 6     | Marvin Schlegel   | Deutschland    | 46,19    |
| 7     | Jochem Dobber     | Niederlande    | 46,36    |

### Vorlauf 3

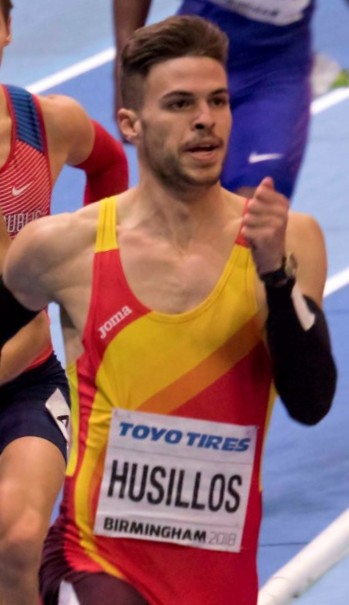
Óscar Husillos – ausgeschieden als Fünfter des dritten Vorlaufs
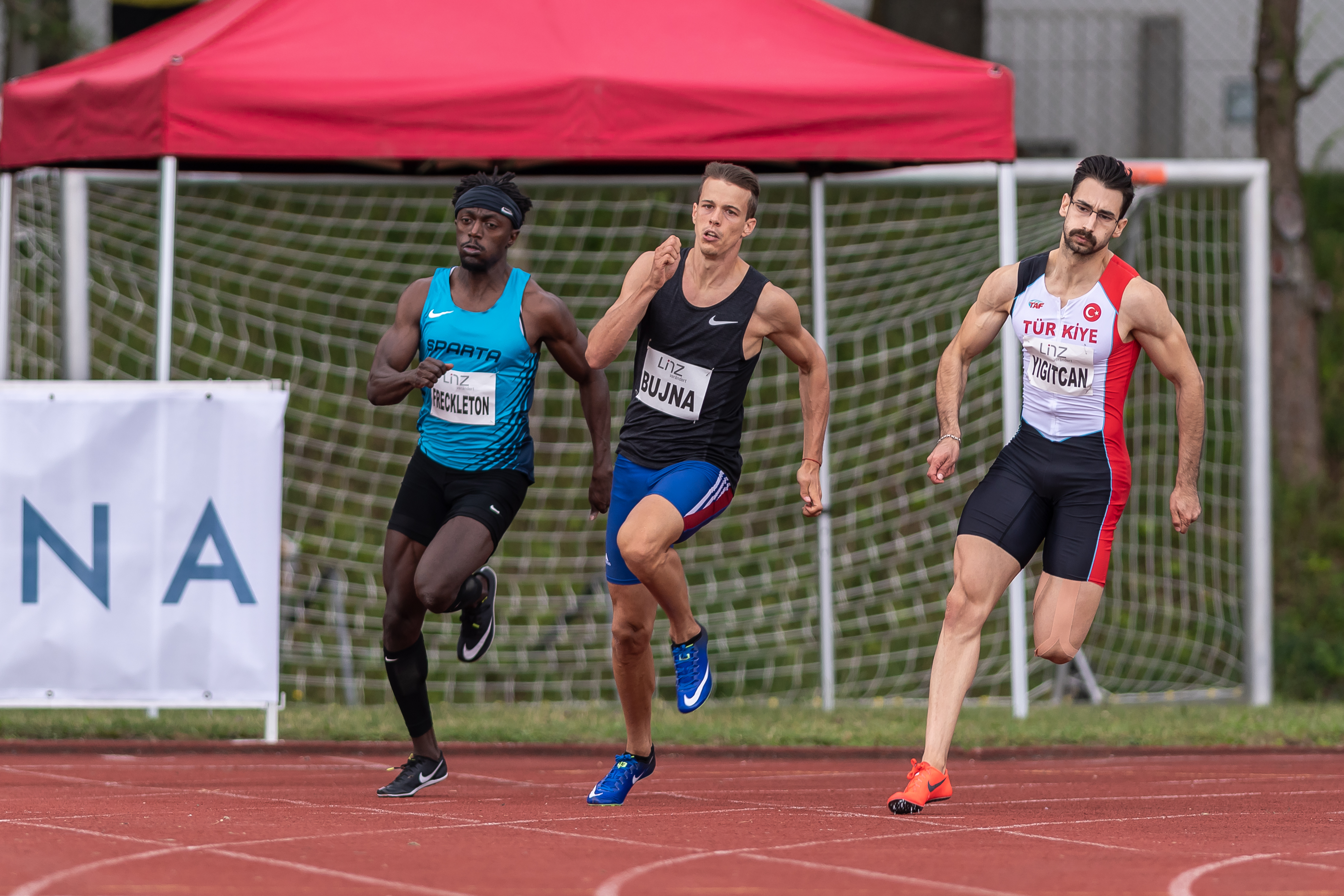
Šimon Bujna (Mitte) – ausgeschieden als Sechster des dritten Vorlaufs

15. August 2022, 19:16 Uhr MESZ
| Platz | Name                      | Nation     | Zeit (s)  |
| ----- | ------------------------- | ---------- | --------- |
| 1     | Benjamin Lobo Vedel       | Dänemark   | 45,50 NRe |
| 2     | Gilles Biron              | Frankreich | 45,82     |
| 3     | Matěj Krsek               | Tschechien | 46,12     |
| 4     | Håvard Bentdal Ingvaldsen | Norwegen   | 46,18     |
| 5     | Óscar Husillos            | Spanien    | 46,42     |
| 6     | Šimon Bujna               | Slowakei   | 46,79     |

### Vorlauf 4

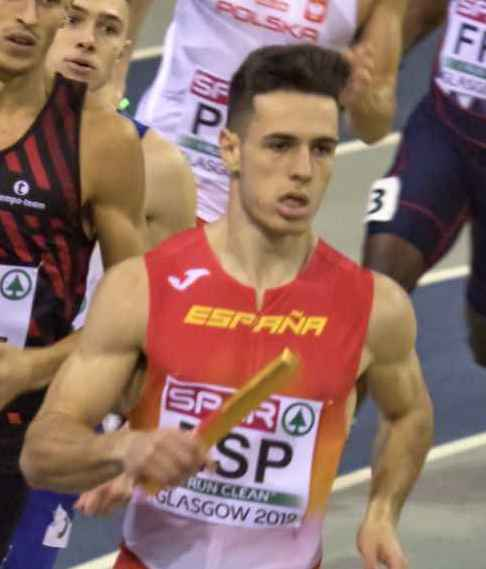
Manuel Guijarro – ausgeschieden als Sechster des vierten Vorlaufs

15. August 2022, 19:24 Uhr MESZ
| Platz | Name                    | Nation      | Zeit (s) |
| ----- | ----------------------- | ----------- | -------- |
| 1     | Thomas Jordier          | Frankreich  | 45,39    |
| 2     | Patrick Schneider       | Deutschland | 45,58    |
| 3     | Edoardo Scotti          | Italien     | 45,87    |
| 4     | Pavel Maslák            | Tschechien  | 45,92    |
| 5     | Gustav Lundholm Nielsen | Dänemark    | 46,05    |
| 6     | Manuel Guijarro         | Spanien     | 46,17    |

## Halbfinale
16. August 2022
Aus den drei Halbfinalläufen qualifizierten sich die jeweils ersten beiden Athleten – hellblau unterlegt – sowie die darüber hinaus zwei zeitschnellsten Läufer – hellgrün unterlegt – für das Finale.

### Halbfinallauf 1

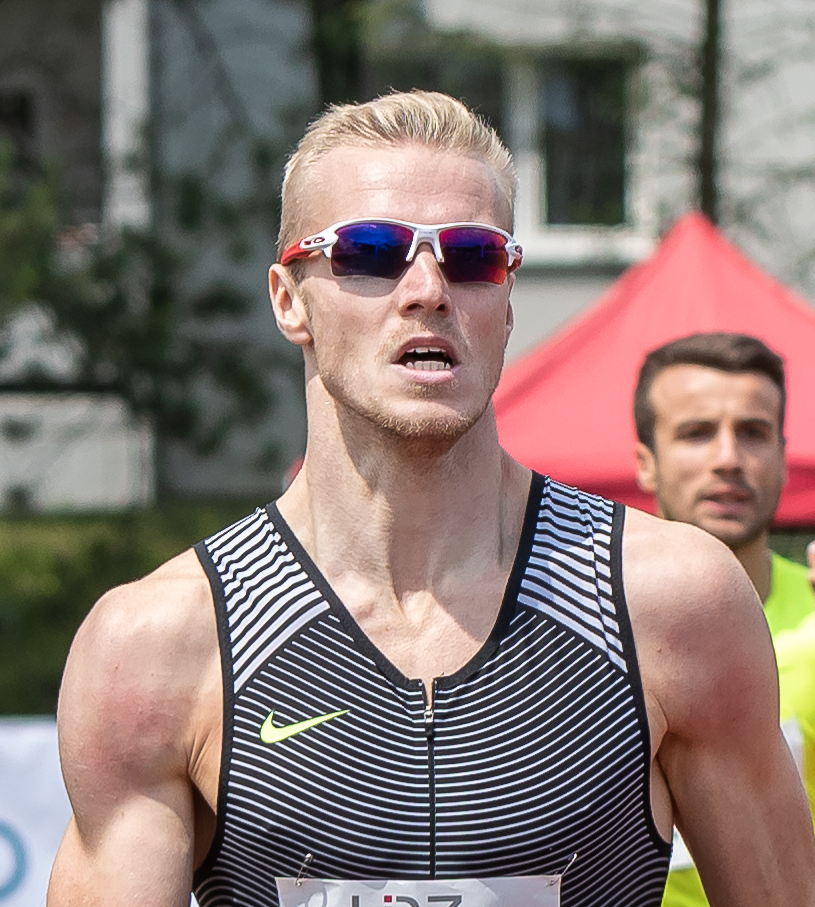
Patrik Šorm – ausgeschieden als Vierter des ersten Halbfinals
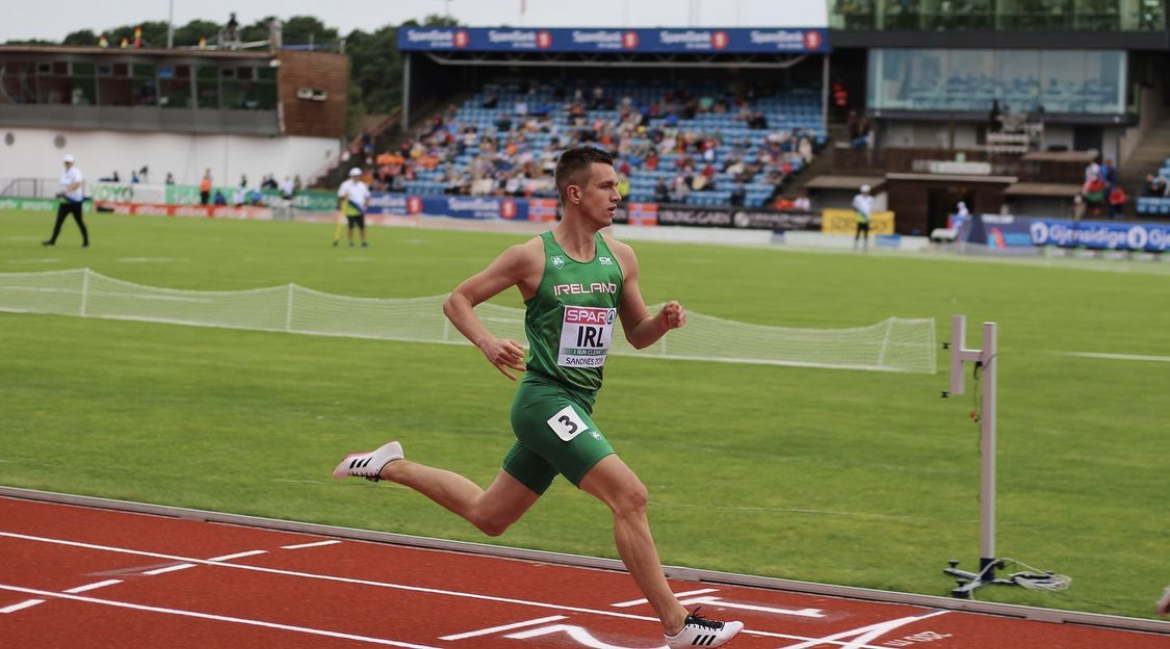
Christopher O’Donnell – ausgeschieden als Fünfter des ersten Halbfinals
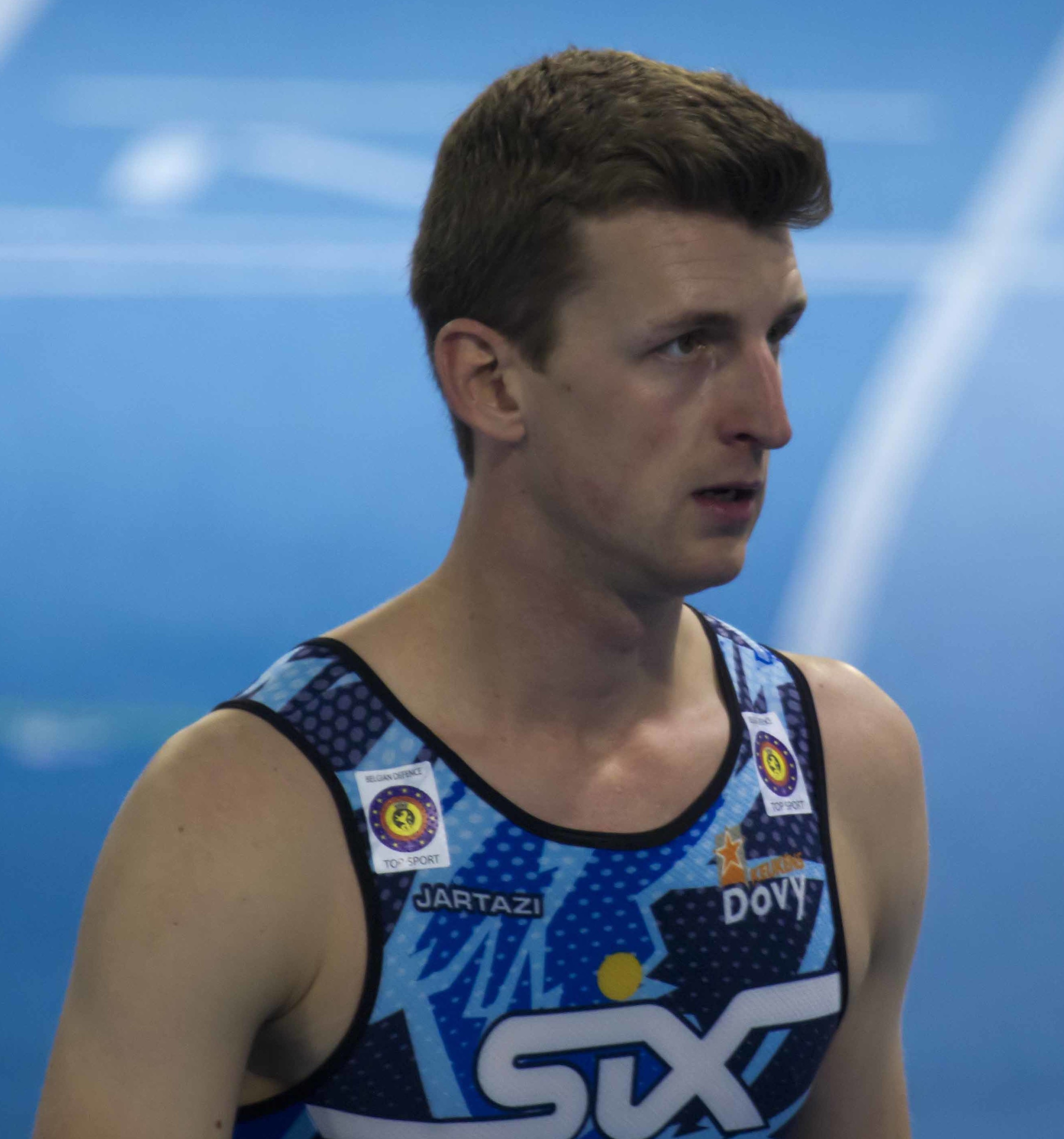
Alexander Doom – ausgeschieden als Sechster des ersten Halbfinals

16. August 2022, 12:25 Uhr MESZ
| Platz | Name                    | Nation         | Zeit (s) |
| ----- | ----------------------- | -------------- | -------- |
| 1     | Matthew Hudson-Smith ‡  | Großbritannien | 44,98    |
| 2     | Ricky Petrucciani       | Schweiz        | 45,55    |
| 3     | João Coelho             | Portugal       | 45,64    |
| 4     | Patrik Šorm             | Tschechien     | 45,66    |
| 5     | Christopher O’Donnell ‡ | Irland         | 45,73    |
| 6     | Alexander Doom ‡        | Belgien        | 45,77    |
| 7     | Boško Kijanović         | Serbien        | 45,88    |
| 8     | Gustav Lundholm Nielsen | Dänemark       | 46,30    |

### Halbfinallauf 2

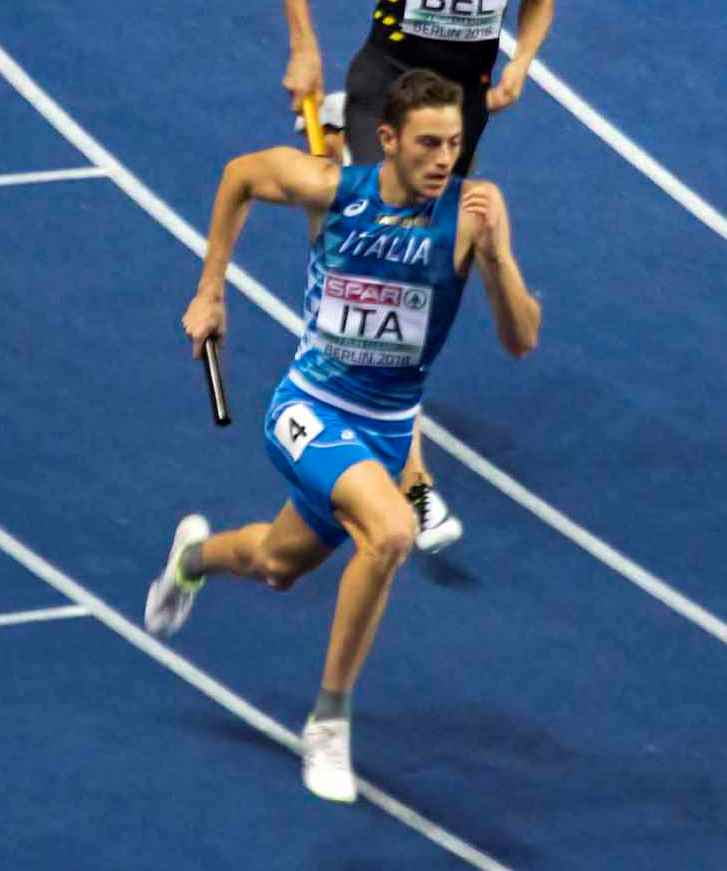
Edoardo Scotti – ausgeschieden als Siebter des zweiten Halbfinals
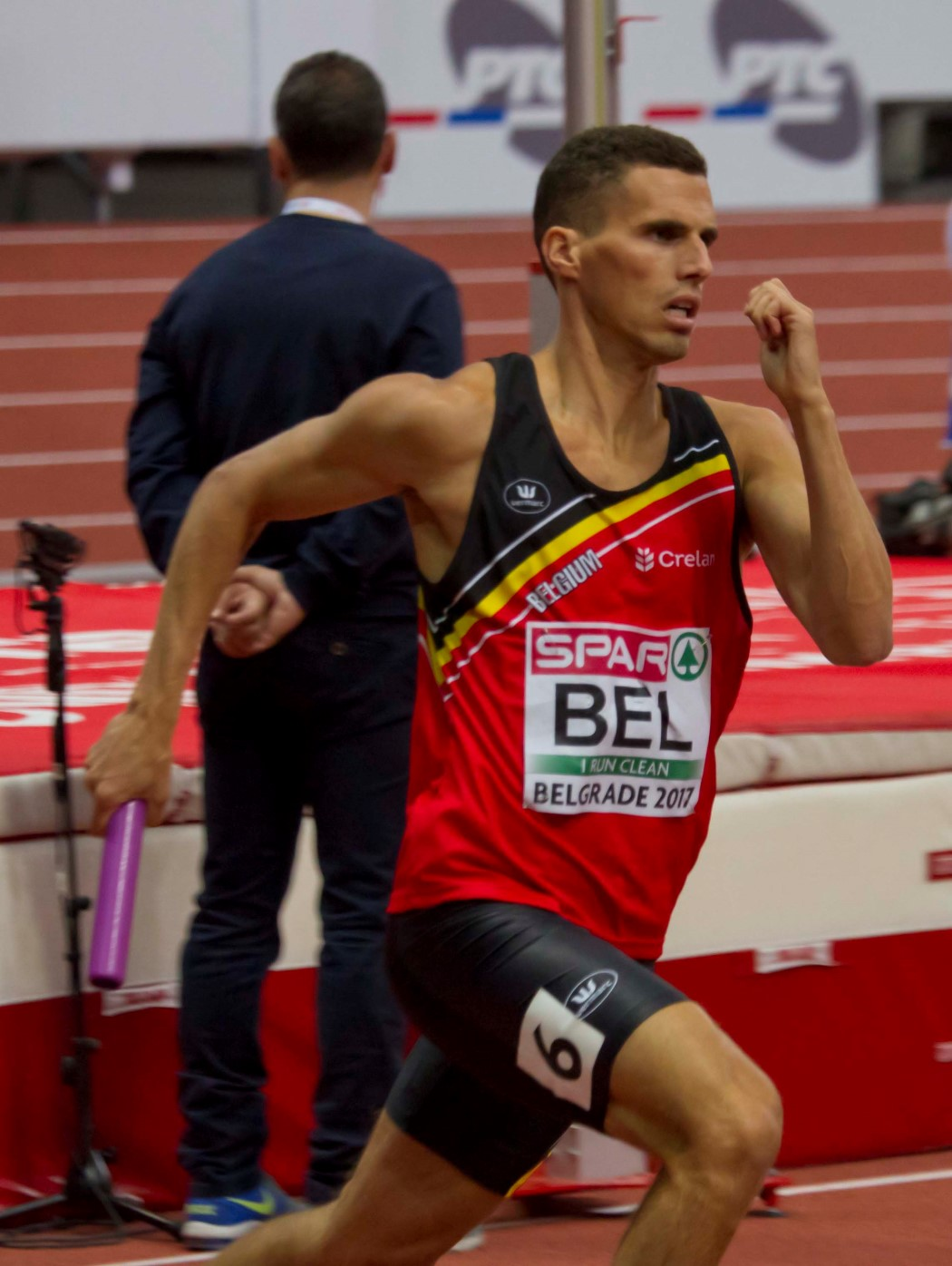
Kévin Borlée – im zweiten Halbfinale nicht im Ziel

16. August 2022, 12:33 Uhr MESZ
| Platz | Name                  | Nation         | Zeit (s) |
| ----- | --------------------- | -------------- | -------- |
| 1     | Thomas Jordier        | Frankreich     | 45,37    |
| 2     | Alex Haydock-Wilson ‡ | Großbritannien | 45,45    |
| 3     | Karol Zalewski ‡      | Polen          | 45,52    |
| 4     | Lionel Spitz          | Schweiz        | 45,56    |
| 5     | Matěj Krsek           | Tschechien     | 45,91    |
| 6     | Iñaki Cañal           | Spanien        | 46,10    |
| 7     | Edoardo Scotti        | Italien        | 46,49    |
| DNF   | Kévin Borlée ‡        | Belgien        |          |

### Halbfinallauf 3
16. August 2022, 12:41 Uhr MESZ
| Platz | Name                  | Nation      | Zeit (s) | Anmerkung                                                  |
| ----- | --------------------- | ----------- | -------- | ---------------------------------------------------------- |
| 1     | Liemarvin Bonevacia ‡ | Niederlande | 45,40    |                                                            |
| 2     | Dylan Borlée ‡        | Belgien     | 45,67    |                                                            |
| 3     | Gilles Biron          | Frankreich  | 45,75    |                                                            |
| 4     | Patrick Schneider     | Deutschland | 45,92    | IWR 162, TR16.5.3 – Verwarnung: Regelwidrige Startstellung |
| 5     | Davide Re             | Italien     | 46,02    |                                                            |
| 6     | Pavel Maslák          | Tschechien  | 46,36    |                                                            |
| 7     | Mihai Dringo ‡        | Rumänien    | 47,06    |                                                            |
| DNS   | Benjamin Lobo Vedel   | Dänemark    |          |                                                            |

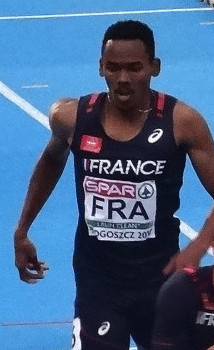
Gilles Biron – ausgeschieden als Dritter des dritten Halbfinals

Weitere im dritten Halbfinale ausgeschiedene Läufer:

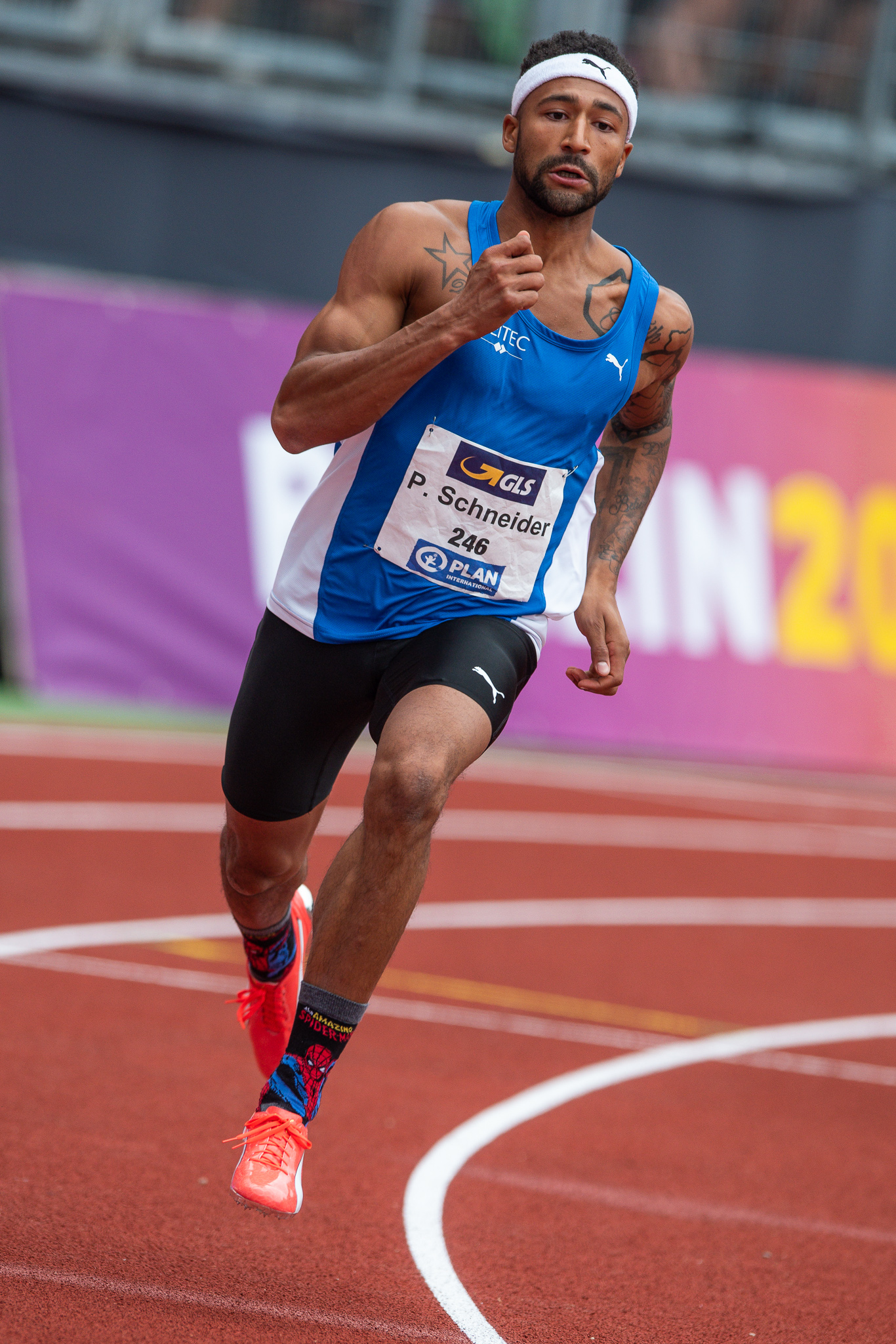
Patrick Schneider – Rang vier
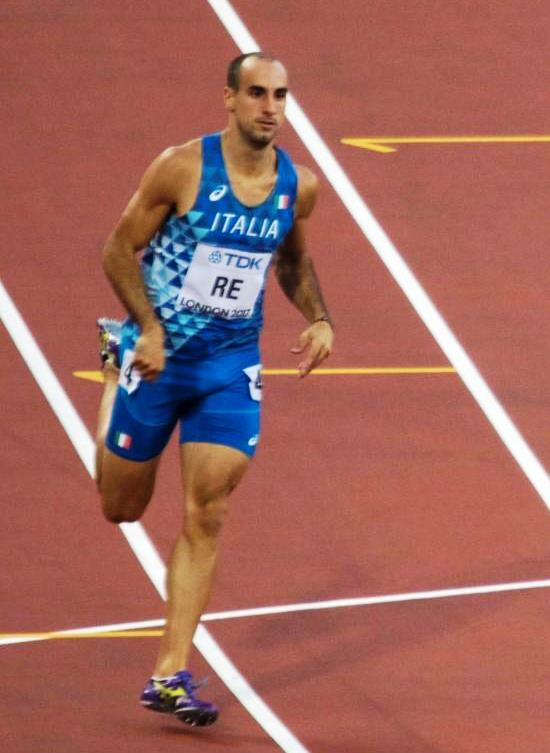
Davide Re – Rang fünf
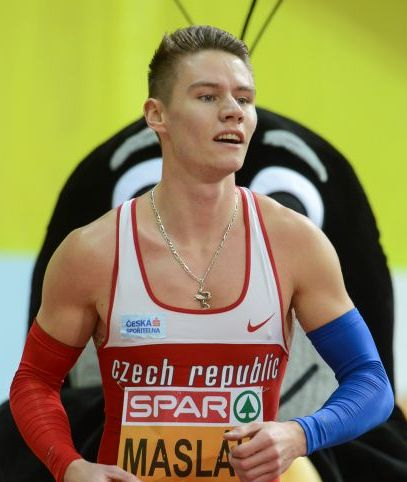
Pavel Maslák – Rang sechs
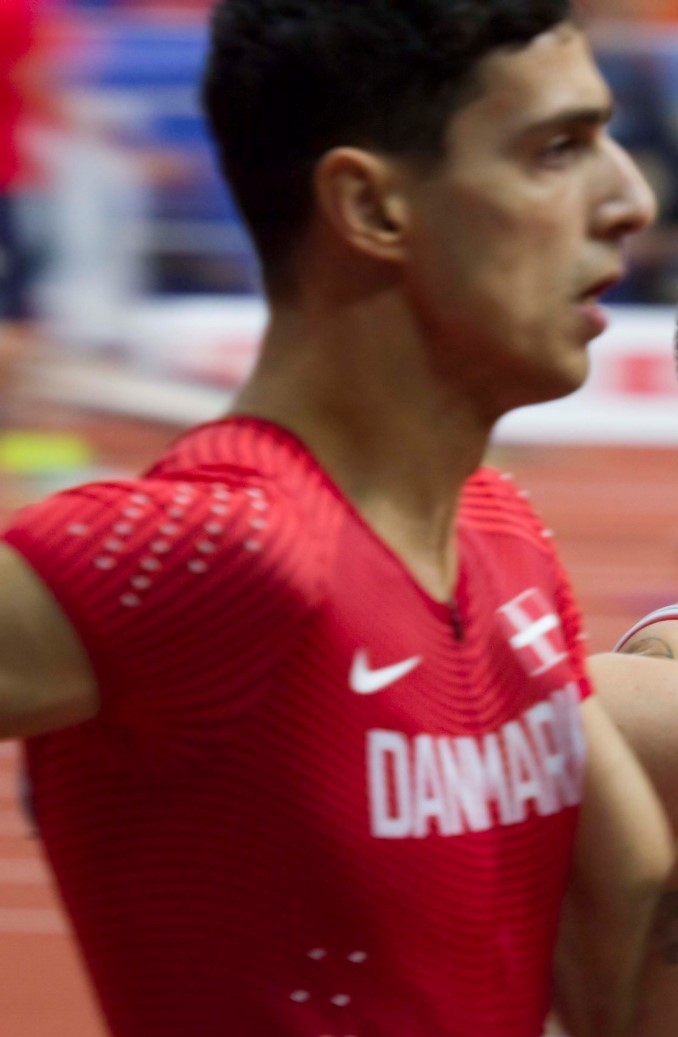
Benjamin Lobo Vedel – nicht angetreten

## Finale

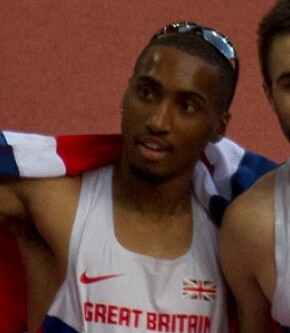
Matthew Hudson-Smith verteidigte erfolgreich seinen Titel

17. August 2022, 21:43 Uhr MESZ
| Platz | Name                 | Nation         | Zeit (s) |
| ----- | -------------------- | -------------- | -------- |
| 1     | Matthew Hudson-Smith | Großbritannien | 44,53    |
| 2     | Ricky Petrucciani    | Schweiz        | 45,03    |
| 3     | Alex Haydock-Wilson  | Großbritannien | 45,17    |
| 4     | Liemarvin Bonevacia  | Niederlande    | 45,17    |
| 5     | Dylan Borlée         | Belgien        | 45,39    |
| 6     | Karol Zalewski       | Polen          | 45,62    |
| 7     | Lionel Spitz         | Schweiz        | 45,66    |
| 8     | Thomas Jordier       | Frankreich     | 45,67    |

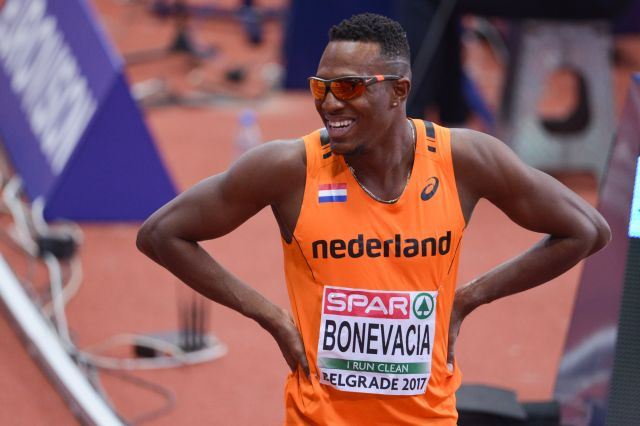
Rang vier für Liemarvin Bonevacia
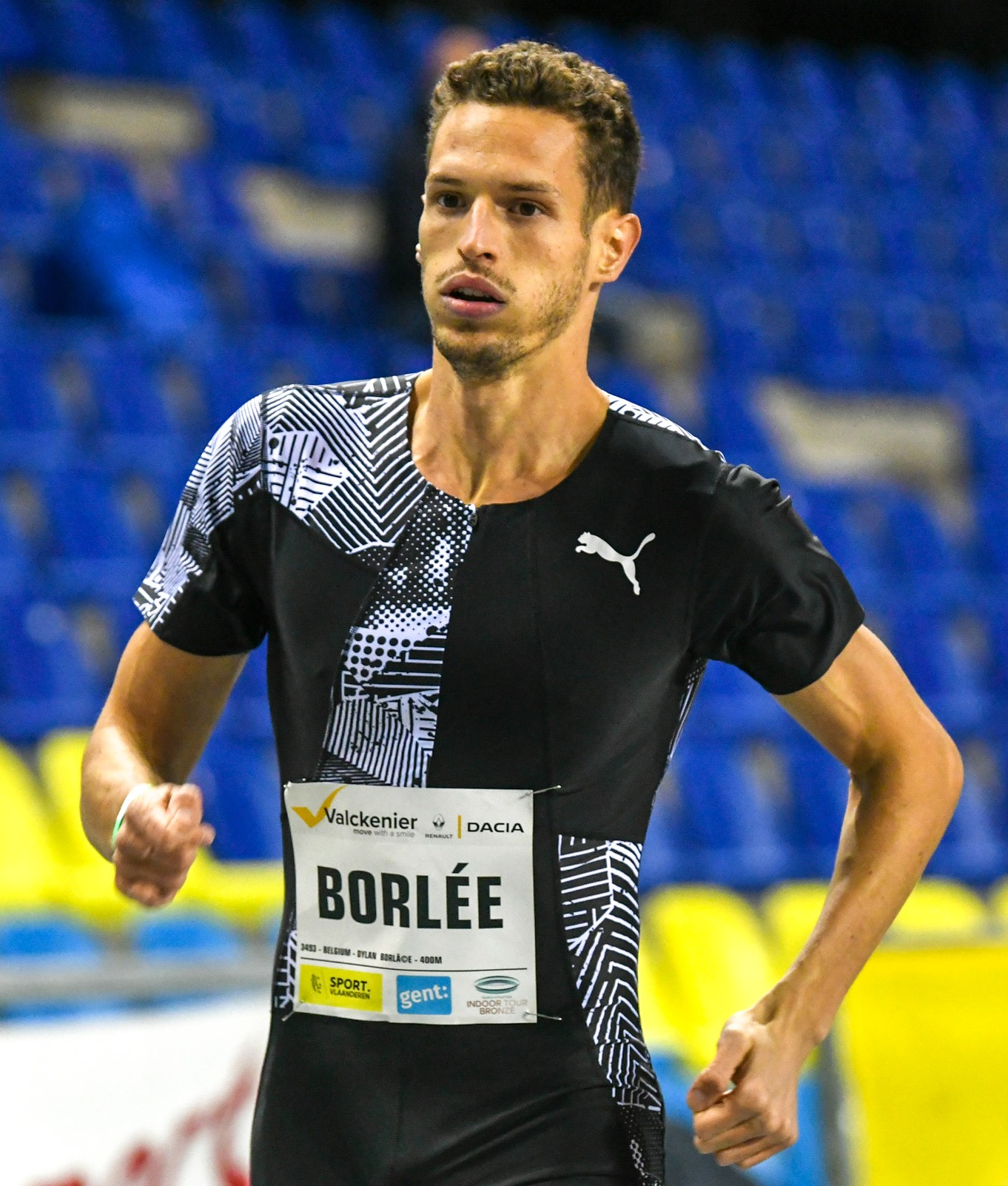
Dylan Borlée belegte Rang fünf
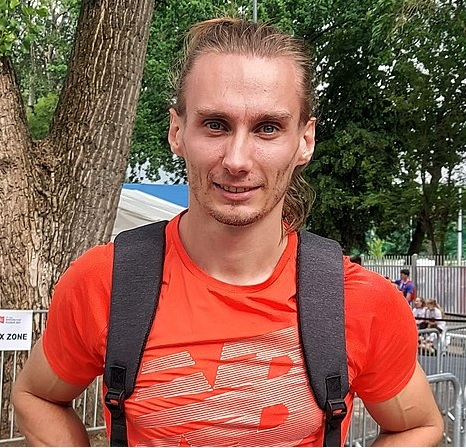
Der sechstplatzierte Karol Zalewski
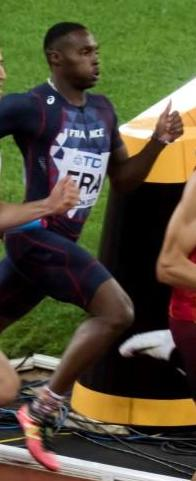
Thomas Jordier kam auf den achten Platz

## Videolink
- Men’s 400m Final, European Athletics Championship Munich 2022, youtube.com, abgerufen am 1. April 2023